# Gaston Delaplane

Marcel Carlos Paul Delaplane (parfois écrit de la Plane) (6 mars 1882 Le Havre - 12 décembre 1977 Nice) était, entre autres, un rameur français, multiple champion d'Europe.

## Biographie

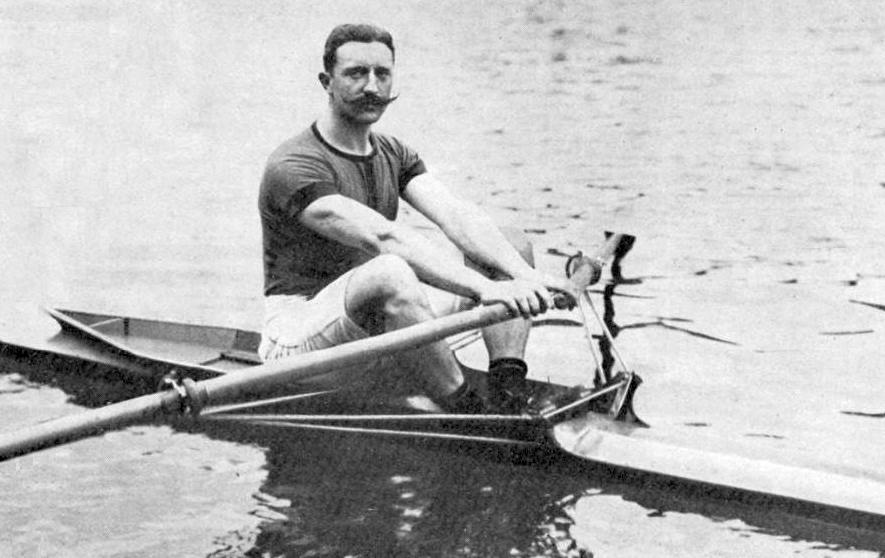
Gaston Delaplane, vainqueur en skiff de la Coupe de Paris en septembre 1909.

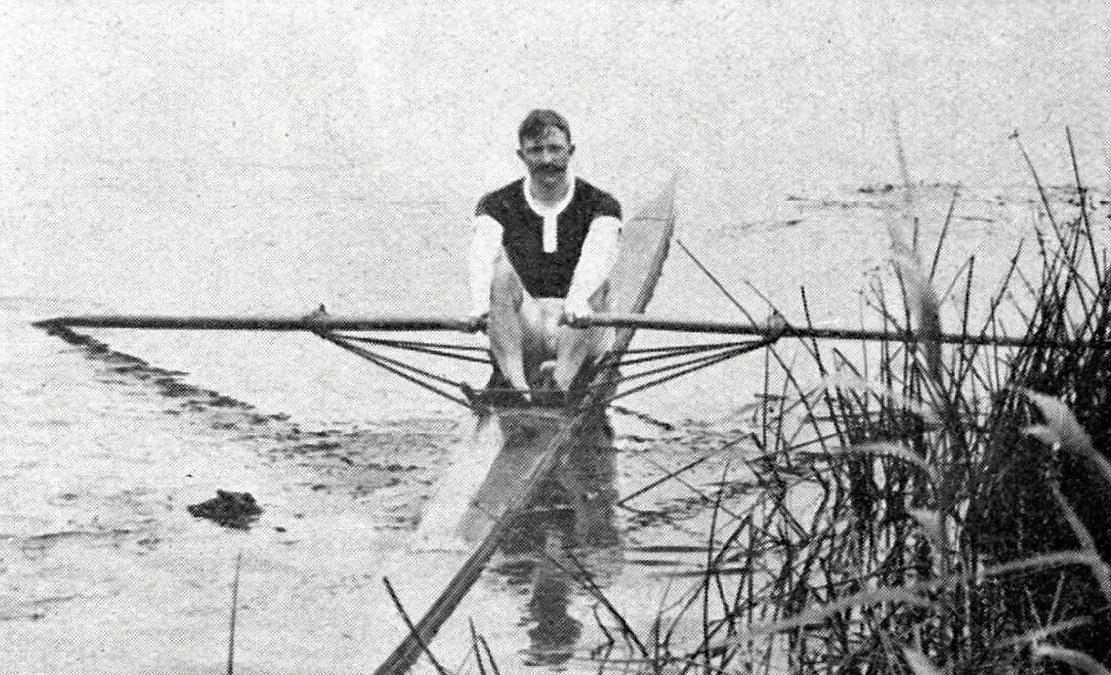
Gaston Delaplane, vainqueur des "Régates internationales de Juvisy", en skiff (août 1910).

Avant le premier conflit mondial, alors qu'il veut passer son brevet de pilote d'avion, il fait une grave chute à Bron.
Il devient alors sous-directeur du bureau de vente du champagne d'Eugène Doyen puis croupier au Casino de Monte-Carlo, avec Rocchésani et Hénion.

## Palmarès

### Jeux olympiques
- En aviron, en 1906 à Athènes (Grèce)
  -  1e place en aviron simple
  -  2e place en quatre avec barreur
  -  3e place en deux avec barreur
- En cyclisme, en 1906 à Athènes (Grèce)
  - participation aux épreuves de sprint, et de 5000 m
- En cyclisme, en 1908 à Londres (Royaume-Uni)
  - participation aux épreuves de sprint, et de 5000 m

### Championnats d'Europe
- 1905 à Gand (Belgique)
  -  2e en skiff
- 1906 à Pallanza (Italie)
  -  1e en skiff
  -  2e en huit de pointe
- 1907 à Strasbourg (France)
  -  1e en skiff
- 1908 à Lucerne (Suisse)
  -  1e en skiff
- 1909 à Juvisy-sur-Orge (France)
  -  2e en skiff
  -  2e en deux de couple
  -  1e en huit de pointe
- 1910 à Ostende (Belgique)
  -  1e en skiff
  -  1e en deux de couple
- 1911 à Côme (Italie)
  -  2e en scull
  -  3e en skiff
  -  3e en huit de pointe

### Championnats de France
- (8)  Champion de France en skiff de 1905 à 1912.
- (4)  Champion de France en double scull (notamment avec Rocchesani en 1911).

### Coupe de Paris
- À cinq reprises jusqu'en septembre 1909, en skiff[3].

### Course des trois sports
- Il remporte l'épreuve des trois sports (500 m en course à pied, 10 km à vélo, 1 500 m en canoë) en 1903, 1904 et 1905 (cette dernière année, il s'impose dans les trois disciplines)[4].

## Honneurs et distinctions
Gaston Delaplane est nommé Gloire du sport.